# Datura metel
Datura metel é uma espécie de planta herbácea da família Solanaceae, anual ou bienal, de aspecto arbustivo, com até 3m de altura, com grandes flores em forma de trombeta de coloração branca, violácea ou amarelada. A espécie é natural do sul da China e da Índia, mas encontra-se disseminada por diversas regiões temperadas e subtropicais onde é utilizada como planta medicinal e como planta ornamental em jardins e hortos. Encontra-se localmente naturalizada em diversas regiões temperadas. As suas folhas são ricas em alcalóides, sendo utilizadas na composição de diversos produtos fitoterapêuticos.

## Descrição
D. metel é uma planta herbácea, arbustiva, com até 3 metros de altura. As folhas são de ovaladas a lanceoladas, com longos pecíolos. As flores são grandes, em forma de trombeta, brancas, amareladas ou violáceas, com forte odor desagradável. O fruto é uma cápsula espinhosa, com numerosas sementes achatadas de cor cinzento-claro.
As folhas são utilizadas em fitoterapêutica pela sua riqueza em alcalóides, sendo ricas em escopolamina, a qual em geral reprecenta aproximadamente 0.2% em peso seco. Apresenta pequenas concentrações de atropina e hiosciamina e de alguns alcalóides menores, como a datumetina (um éster do tropanol com o ácido p-metoxibenzóico).
Estes alcalóides conferem à planta efeitos narcóticos, alucinogénicos e antidepressivos.

D. metel é uma das 50 ervas fundamentais usadas na ervanária chinesa, na qual recebe a designação de yáng jīn huā (洋金花). Nessa tradição clínica, é utilizada para tratar a asma bronquial e as dores reumáticas.  
Devido ao seu conteúdo em alcalóides, quando consumidos em grandes quantidades os produtos derivados desta planta são tóxicos, produzindo convulsões e coma.

## Taxonomia
Datura metel foi descrita por Lineu e publicado em Species Plantarum 1: 179, no ano de 1753. A espécie foi tendo ao longos dos anos diferentes posições sistemáticas que, associado à sua polimorfia, levou a uma rica Sinonimia:
| - Brugmansia waymannii Paxton - Datura aegyptiaca Vis. - Datura alba Rumph. ex Nees - Datura bojeri Delile - Datura chlorantha Hook. - Datura cornucopia auct. - Datura dubia Rich. - Datura fastuosa L. - Datura fruticosa Hornem. - Datura humilis Desf. - Datura hummatu Bernh. | - Datura laevis Schkuhr - Datura muricata Link - Datura nanakii Pandeya & A.B.Bhatt - Datura nigra Hassk. - Datura nilhummatu Dunal - Datura timoriensis Zipp. ex Span. - Stramonium datura Noronha - Stramonium fastuosum Moench - Stramonium globosum Bubani - Stramonium infernale Noronha - Stramonium metel Moench |